# كين بيرنز
كينيث لورين «كين» بيرنز (Kenneth Lauren "Ken" Burns) (ولد في 29 يناير، 1953) هو مخرج ومنتج أمريكي للـالأفلام الوثائقية، وهو معروف بأسلوبه في استخدام اللقطات الأرشيفية والصور الفوتوغرافية. ومن ضمن إنتاجاته الحرب الأهلية (1990)، والبيسبول (1994)، وموسيقى الجاز (2001)، والحرب (2007)، والحديقة الوطنية: الفكرة الأمريكية الأفضل (2009)، والحظر (2011).
تم ترشيح أفلام بيرنز الوثائقية لجوائز الأوسكار، وحاز على جائزة إيمي، وبعض مراتب الشرف الأخرى.

## السيرة الذاتية

### النشأة والحياة المهنية
ولد كين بيرنز عام 1953 في بروكلين (Brooklyn)، مدينة نيويورك، نيويورك، وذلك وفقًا لموقعه الرسمي، في حين تفيد بعض المصادر الأخرى أنه ولد في آن آربر، ميشيغان (Michigan)، والبعض الآخر بما فيه النيويورك تايمز، تفيد كل من المدينتين بروكلين وآن آربر. كين بيرنز هو ابن ليلى سميث (née Tupper) بيرنز (Lyla Smith Burns)، وهي تعمل كفنية حيوية،  وروبرت كايل بيرنز (Robert Kyle Burns)، الذي كان في ذلك الوقت طالب دراسات عليا في قسم علم الإنسان الثقافي في جامعة كولومبيا، بـمانهاتن. وكان كين بيرنز أخًا لصانع الأفلام الوثائقية ريك بيرنز (Ric Burns).
انتقلت عائلة بيرنز الأكاديمية مرارًا وعاشوا في سان-فيرا (Saint-Véran)، وفرنسا؛ ونيوارك (Newark)، وديلاوير (Delaware)؛ وآن آربر (Ann Arbor)، حيث كان يدرس الأب في جامعة ميشيغان. تم اكتشاف مرض والدة بيرنز بسرطان الثدي عندما كان بيرنز في الثالثة من عمره، وتوفيت وهو في الحادي عشر من عمره، وهو ظرف ساعد في تشكيل مستقبله الوظيفي على حد قوله؛ ويعود الفضل لوالد زوجته، وهو عالم نفسي، في نفاذ البصيرة اللافت: «قال لي أن كل عملي ما هو إلا محاولة لإحياء من رحلوا منذ وقت طويل». ولأنه كان طفلاً محبًا للقراءة، فقد استوعب موسوعة الأسرة، وفضّل التاريخ عن الأدب القصصي. وعقب استلامه كاميرا تصوير أفلام 8 مم كهدية لعيد ميلاده السابع عشر، قام بتصوير فيلم وثائقي عن مصنع آن آربر. ومع رفض وجود تخفيض في الرسوم الدراسية لجامعة ميشيغان، حضر بيرنز في كلية هامشير الحديثة، كمدرسةٍ بديلة في أميرست، ماساتشوستس بتقييمات سردية بدلاً من خطاب الدرجات وبتركيزات أكاديمية موجهة ذاتيًا بدلاً من الأقسام التقليدية. وعمل في متجر أسطوانات لدفع تصاريفه الدراسية.
درس بيرنز على يد مصورين أمثال جيروم ليبلينج (Jerome Liebling) وإليان مايز (Elian Mayes) وآخرين، وحصل على درجةبكالوريوس الآداب في دراسات الأفلام والتصميم عام 1975 عندما كان في الثانية والعشرين من عمره، وعقب تخرجه قام بصحبة اثنين من أصدقائه بتأسيس شركة أفلام فلورينتاين في والبول (Walpole) نيو هامبشاير. وفي 2010، كان هناك جناح لكين بيرنز في مركز جيروم ليبلينج للفيلم، والتصوير، والفيديو في كلية هامبشاير. وعمل كمصور سنيمائي لقنوات الإذاعة البريطانية بي بي سي، وللتلفزيون الإيطالي، وغيرهم، وفي عام 1977، وبعدما أتم بعض الأفلام القصيرة الوثائقية، بدأ بالعمل على تكييف كتاب ديفيد ماكولوغ الجسر العظيم (The Great Bridge)، على بنية فيلمه جسر بروكلين (Brooklyn Bridge). وقد استطاع أن يطور أسلوبًا يحمل بصمته في صناعة الأفلام الوثائقية حيث «تبنى فيه تقنية القطع السريع من صورة ثابتة إلى أخرى بشكلٍ سلس وانسيابي. وبعد ذلك جعل المرئيات أكثر حيوية وإثارة عن طريق استخدام أسلوب السرد» المباشر«الذي استقاه من الكتابات المعاصرة وقام بمراجعته صفوة ممثلي الشاشة والمسرح»، وقد قام بعمل فيلمه الوثائقي الرئيسي جسر بروكلين (1981) الذي حصل على ترشيح لـجائزة الأكاديمية باعتباره أفضل فيلم وثائقي وتم عرضه على قناة بي بي إس في الولايات المتحدة.
وتبعه بفيلم وثائقي آخر، الرجاجات: الأيدي إلى العمل، والقلوب إلى الله (Hands to Work, Hearts to God) عام (1984)، تم ترشيح بيرنز للأوسكار مرة أخرى عن فيلمه تمثال الحرية (1985).

### أواخر حياته والحياة المهنية
أكمل طريقه الوظيفي يخرج وينتج أفلامًا وثائقية تلفزيونية ومسلسلات قصيرة وثائقية حول موضوعات متشعبة مثل الحديث عن الساسة (ثونام جيفيرسون (Thonam Jefferson)، عام 1997)، والرياضة (البيسبول، عام 1994، وتم تحديثه بمسلسل الشوط العاشر، عام 2010)، والموسيقى (موسيقى الجاز، عام 2001) كما تناولت إنتاجاته الحديث عن الفنون والآداب (توماس هارت بينتون (Thomas Hart Benton)، عام 1988، مارك تواين (Mark Twain)، عام 2001)، والتكنولوجيا التاريخية والإعلام (إمبراطورية الهواء: رجال صنعوا الإذاعة، عام 1991)، وعن الحرب (فيلم الـ 15 ساعة الوثائقي الحرب العالمية الثانية الحرب، 2007، ومسلسل الـ 11 ساعة الحرب الأهلية، 1990، والذي تقول عنه شركة بلينكأكس «أن العديد من الناس يعتبرونه تحفته الفنية»).

## الحياة الشخصية
في 1982، تزوج بيرنز من آمي ستيتشلر (Amy Stechler)، والتي أنجب منها ابنتيه، سارة وليلي، ولدن حوالي 1983 و1987، على التوالي. وانتهى الزواج بالانفصال. واعتبارًا من 2001، أقام بيرنز في والبول (Walpole)، نيو هامبشاير (New Hampshire)، مع زوجته الثانية، جولي ديبوراه براون، التي تزوجها في 18 أكتوبر 2003.

### السياسة
يعتبر بيرنز مساندًا دائمًا للالحزب الديمقراطي (Democratic Party)، وقد كان ينفق ما يقرب من 40,000 دولار للتبرعات السياسية. وفي 2008، اختارت اللجنة الوطنية الديمقراطية (Democratic National Committee) بيرنز لإنتاج الفيديو الافتتاحي لخطبة أغسطس 2008 عضو مجلس الشيوخ إدوارد كينيدي (Ted Kennedy) (Edward Kennedy) التي ألقاها أمام المؤتمر الوطني الديمقراطي، وقد وصف السياسيون ذلك الفيديو أنه «تكريم بيرنز المعد لتقديمه [كينيدي] على أنه أوديسيوس الحديث التي جلب حزبه إلى المرساة». وفي أغسطس 2009، توفي كينيدي، وأنتج بيرنز فيديو قصيرًا لتأبينه في عزائه. أثناء تأييد باراك أوباما (Barack Obama) في انتخابات الرئاسة في ديسمبر 2007، قام بيرنز بعقد مقارنة بين أوباما وأبراهام لينكولن (Abraham Lincoln). وقال إنه كان يخطط ليكون مساهمًا منتظمًا في برنامج العد التنازلي لكيث أولبيرمان (Countdown with Keith Olbermann) على تلفزيون كرنت (Current TV).

## الجوائز والتكريمات
- ترشيح 1982، جائزة الأوسكار للفيلم الوثائقي الرئيسي: ''جسر بروكلين (Brooklyn Bridge) (1981)
- ترشيح 1986، جائزة الأوسكار لأفضل فيلم وثائقي: تمثال الحرية (The Statue of Liberty)(1985)
- 1995 جائزة إيمي عن المسلسل المعلوماتي الرائع: البيسبول (Baseball) (1994)
- جائزة إيمي 2010 للمسلسلات الواقعية البارزة: الحدائق الوطنية: الفكرة الأمريكية الأفضل (2009)

حاز بيرنز على أكثر من 20 درجة تقديرية.[بحاجة لمصدر]
حصل فيلم الحرب الأهلية (The Civil War) على أكثر من أربعين جائزة من جوائز الأفلام والتلفزيون الكبرى،[بحاجة لمصدر] بما فيها جائزتان منجوائز إيمي، وجائزتان من جوائز غرامي، جائزة أفضل منتج للعام من رابطة المنتجين الأمريكية، وجائزة اختيار الجمهور، وجائزة بيبودي، وجائزة ديبونت كولومبيا، وجائزة دي دبليو جريفيث، وجائزة لينكولن بقيمة 50,000 دولار.

## الأسلوب
يقوم بيرنز بالدمج المتكرر للقرع أو الألحان الموسيقية البسيطة. على سبيل المثال، الحرب الأهلية والذي تظهر واضحةً فيه نغمة الكمان المميزة من خلال، «وداع أشوكان» (Ashokan Farewell)، والتي قام بتأديتها للفيلم الموسيقي جاي أونجر (Jay Unger). وقد لاحظ أحد النقاد، «أن من أكثر الأشياء التي لا يمكن نسيانها في فيلم الحرب الأهلية هو نغمة الكمان المتكررة، والمرتعدة، والتي أظهرت بشكل ما بصوتها المطرب النحيل الباعث على الحنين خلاصة مآسي الكفاح العظيم.»
غالبًا ما يمنح بيرنز «الحياة» للصور الثابتة عن طريق التكبير البطيء على الموضوعات محل الاهتمام وعن طريق التحريك من موضوع لآخر. على سبيل المثال، في صورة لفريق بيسبول، من الممكن أن يتحرك عبر وجوه اللاعبين ويثبت عند اللاعب محل حديث الراوي. وتلك التقنية، تكون ممكنة في العديد من تطبيقات البرامج المهنية والمنزلية، وتسمى «تأثير كين بيرنز» (Ken Burns Effect) لأبل (Apple) في برامج التطبيقات الخاصة بـآي فوتو (iPhoto) وآي موفي (iMovie).
أشار المتحف الاسترجاعي إلى أن، «عروضه الخاصة على قناة بي بي إس [تعتبر] خارج نطاق المألوف بشكل لافت للنظر بسبب الناريات المرئية والخطوات المسعرة في معظم البرامج التلفزيونية المعتمدة على الواقع، وتعتمد بدلاً من ذلك على تقنيات تعتبر قديمة حرفيًا، وبالرغم من أن بيرنز أعاد دمج هذه العناصر المكوِنة في نظم نصي جديد كليًا ومعقد للغاية.»
وفي لقاء 2011، صرح بيرنز أنه معجب بصانع الأفلام إيرول موريس (Errol Morris) ومتأثرًا به.

## الفيلموغرافيا (قائمة الأفلام)
- جسر بروكلين (Brooklyn Bridge) (1981)
- الرجاجات: الأيادي إلى العمل، القلوب إلى الله (1984)
- تمثال الحرية (1985)
- هيوي لونغ (Huey Long) (1985)
- الكونجرس (1988)
- توماس هارت بينتون (1988)
- الحرب الأهلية (1990)
- إمبراطورية الهواء: رجال صنعوا الإذاعة (1991)
- البيسبول (1994), تم تحديثه بـالشوط العاشر (2010)
- توماس جيفرسون (1997)
- لويس وكلارك: رحلة جسد الاكتشاف (1997)
- فرانك لويد رايت (Frank Lloyd Wright) (1998)
- ليس لأنفسنا فقط: إليزابيث كادي ستانتون وسوزان بي. أنتوني (1999)
- موسيقى الجاز (2001)
- مارك تواين (2001)
- قيادة هوراشيو: الرحلة الأمريكية الأولى على الطريق (2003)
- السواد الذي لا يغفر: صعود جاك جونسون وسقوطه (2005)
- الحرب (2007)
- الحدائق الوطنية: الفكرة الأمريكية الأفضل (2009)
- الحظر، مع لين نوفاك (2011)[21]

إصدارات مستقبلية
- قصعة الغبار (نوفمبر 2012)[22]
- سنترال بارك الخامس (2013)[23]
- آل روزفيلت (2014)[23]
- جاكي روبنسون (Jackie Robinson) (2015)[23]
- حرب فيتنام (2016)[24]
- موسيقى الريف (2018)[24]
- إرنست همينغواي (Ernest Hemingway) (2019)[24]

؛ ويتبع بيرنز بمفرده
- الغرب (1996) (منتج تنفيذي؛ أخرجه ستيفن إيفيس (Stephen Ives))

؛ الأفلام القصيرة
- ويليام سيجال (سيرة ذاتية) (William Segal) (1992)
- فيزيلاي (Vezelay)(1996)
- في السوق (2000)

؛ أدوار الأفلام
- جيتيسبيرغ (1993)—ضابط أركان في هانكوك

## وصلات خارجية
- Florentine Films—Ken Burns's production company
- كين بيرنز على موقع IMDb (الإنجليزية)
- كين بيرنز على موقع الموسوعة البريطانية (الإنجليزية)
- كين بيرنز على موقع مونزينجر (الألمانية)
- كين بيرنز على موقع ألو سيني (الفرنسية)
- كين بيرنز على موقع ميوزك برينز (الإنجليزية)
- كين بيرنز على موقع تيرنر كلاسيك موفيز (الإنجليزية)
- كين بيرنز على موقع أول موفي (الإنجليزية)
- كين بيرنز على موقع قاعدة بيانات الأفلام السويدية (السويدية)
- كين بيرنز على موقع إن إن دي بي (الإنجليزية)
- كين بيرنز على موقع ديسكوغز (الإنجليزية)
- Ken Burns at MyNorthwest.com
- Ken Burns on بي بي إس
- Ken Burns bibliography
- Speaking Profile—Ken Burns's profile and lecture topics on the Random House Speakers Bureau

### Interviews
- Ken Burns interviewed on Conversations from Penn State
- Blue Ridge Country—Ken Burns: The Interview with Blue Ridge County Magazine
- "Ken Burns". WriteTV.org, The أوكلاهوما Center for Poets and Writers, Oklahoma State University–Tulsa. Undated. مؤرشف من الأصل في 2014-12-29. {{استشهاد ويب}}: تحقق من التاريخ في: |تاريخ= (مساعدة)

"Ken Burns". Interview, Archive of American Television. 19 أكتوبر 2007. مؤرشف من الأصل في 2011-07-25. اطلع عليه بتاريخ 2011-09-23.